# 七月三十
七月三十，农历七月第三十天。

## 大事记
- 626年9月4日，李渊正式退位称太上皇，李世民登基。

## 逝世
- 西汉高后八年，吕雉。

## 节假日和习俗
- 地藏王菩薩聖誕
- 「做𰫕[1]」，七月三十是閩都地區祭拜地藏王菩薩聖誕和無主孤魂的風俗，在這一天要在家門口或牆角下另外設酒、等貢品焚香做供[2]。
- 「關鬼門」，七月三十是泉漳俗稱的「關鬼門」，也就是關閉閻羅王所管轄的地府之門的日子，到人間的鬼魂結束遊玩，返回地府[3]。
- 搶孤
- 十斋日

## 参看
- 日历
- 七月廿八 - 七月廿九 - 七月三十 - 八月初一 - 八月初二
- 六月三十 - 七月三十 - 八月三十
- 正月 - 二月 - 三月 - 四月 - 五月 - 六月 - 七月 - 八月 - 九月 - 十月 - 十一月 - 腊月
- 公历7月30日

1. ↑  林聰生. . 福州市: 福建美術出版社. 2020-01. ISBN 978-7-5393-4057-9 （中文（中国大陆））.
2. ↑  林仁川、黄福才. . 中國: 福建敎育出版社. 1997-11-01. ISBN 9787533420314 （中文（中国大陆））.